# Stephen Tolkin
Stephen Tolkin é um produtor estadunidense que entre muitos trabalhos é o responsável pela série de televisão Summerland.